# Emesa
Emesa, nota anche come Emissa o Hemisa, era un'antica città della Siria, che sorse nei pressi della città assira di Qadesh, nella zona dell'attuale Homs. 
In epoca romana era capitale di un regno cliente, nel III secolo venne inclusa nella provincia romana della Siria e fu capitale della Fenicia Libanese. Vi nacquero Giulia Domna consorte dell'imperatore romano Settimio Severo, Cassio Longino, Eliodoro di Emesa, Frontone di Emesa, Romano il Melode e l’imperatore Eliogabalo. Nel corso della storia fu sede della Diocesi di Emesa.